# Tini nindzsa teknőcök (film, 2014)
A Tini nindzsa teknőcök (eredeti cím: Teenage Mutant Ninja Turtles) 2014-es amerikai sci-fi akciófilm. A film rendezője Jonathan Liebesman, főszereplője Megan Fox, Johnny Knoxville, Pete Ploszek, Noel Fisher, Jeremy Howard, Alan Ritchson, Danny Woodburn, Tony Shalhoub, William Fichtner és Will Arnett.
A Metacritic oldalán a film pontszáma 35 a 100-ból, 17 kritikus szerint. A Rotten Tomatoeson a film értékelése 19%, 89 kritikus szerint.

## Cselekmény
April O'Neil, a New York-i 6-os Csatorna helyi riportere a Fürgeláb Klán bűnszervezet után nyomoz. Egyik este a kikötőnél szemtanúja lesz a Klán rablási kísérletének. Miután egy rejtélyes igazságosztó megállítja a tolvajokat, April észreveszi az igazságosztó hátrahagyott jelét. April felettese, Bernadette Thompson és munkatársai azonban nem hiszik el neki a történteket. Később a Sacks Industries jótékonysági estjén April háláját fejezi ki a cég igazgatójának: Eric Sacks egykor apja labortársa volt.
Miután ő is tudomást szerez az igazságosztóról, a Fürgeláb Klán vezetője, Zúzó arra utasítja a Klánt: ejtsenek túszokat egy metróállomáson, hogy előcsalják az igazságosztót. April is a helyszínen jár, így ő is tússzá válik. Felbukkan négy titokzatos figura, majd legyőzik a Klánt és kiszabadítják a túszokat. April követi őket egy háztetőig és meglepődik, amikor rájön: az igazságosztók ember alakú mutáns teknőcök, és elájul. Amikor magához tér, a teknőcök megkérik, hogy erről ne beszéljen senkinek. Miközben távoznak, April meghallja kettőjük nevét: Leonardo és Raffaello. 
April visszatér a lakására és felidézi a "Reneszánsz Projektet", apja tudományos kísérletére, melynek alanya négy teknőc, Leonardo, Raffaello, Donatello és Michelangelo; valamint egy Szecska nevű mutáns patkány voltak. April operatőre, Vern Fenwick elviszi őt Sacks birtokára, ahol megosztja vele a felfedezéseit. Sacks hisz neki és elmondja: apjával egy mutagénnel kísérleteztek, amely képes bármilyen betegséget gyógyítani, ám állítólag odalett a tűzben, ami végzett April apjával.
Szecska kérésére a teknőcök elhozzák April-t a csatornában lévő búvóhelyükre. Elmagyarázza Aprilnek, hogy ő mentette meg a teknőcökkel együtt és a csatornába szöktette őket. A mutagéntől emberméretűvé nőttek és emberszerűen kezdtek viselkedni. Szecska felnevelte a teknőcöket és April apjának módszereit használta. Miután talált egy "Ninjutsu" című könyvet egy viharcsatornában, megtanulta, majd később továbbadta a teknőcöknek az összes harci stílust. Miután April elárulja, hogy elmondott Sacks-nak, amit a teknőcökről megtudott, Szecska felfedi: Sacks az apja ellen fordult és megölte őt. 
Zúzó és a Fürgeláb Klán megtámadja a búvóhelyet, legyőzi Szecskát és Raffaellot, elrabolja a többi teknőcöt. April előjön a rejtekhelyéről és Raffaello-val azt tervezik, hogy kiszabadítják a többieket. Sacks a birtokán leszívja a teknőcök vérét, hogy abból egy halálos vírus ellenanyagát állítsa elő, amit rá akar szabadítani New Yorkra. April, Raffaello és Vern megtámadják a birtokot, kiszabadítják a teknőcöket és együtt elmenekülnek az őket üldöző egységek elől.
New York egyik rádiótornyának tetején Sacks és Zúzó felállítanak egy gépet, amivel rá tudják szabadítani a városra a vírust, miközben Sacks arra készül, hogy egy gyógyító szérumot konvertáljon a mutagénből. April és Vern harcképtelenné teszik Sacks-ot a laborban, míg a teknőcök megküzdenek Zúzóval. Harc közben a torony tartóelemei összeomlanak. Miközben a teknőcök próbálják megakadályozni, hogy leessen és megfertőzze a várost, April szembeszáll Zúzóval és a mutagénnel. A dulakodás hevében a torony teljesen összedől és a teknőcök magukhoz húzzák April-t, miközben Zúzó az utcára zuhan és letartóztatja a rendőrség. Amikor azt hiszik, hogy számukra itt a vég, a teknőcök elmondják egymásnak féltett titkaikat és Raffaello egy érzelmes beszédben kifejezi szeretetét testvérei iránt, de szerencsére biztonságosan földet érnek. Ezután gyorsan kereket oldanak, mielőtt az emberek észrevennék őket, visszatérnek a csatornába, ahol átadják Szecskának a mutagént, amitől teljesen felépül. 
Később April találkozik Vernnel, aki próbálja elhívni randira, de nem jár sikerrel. Majd megjelennek a teknőcök is a "Teknőc Járgány" nevű, speciálisan felszerelt járművükkel és Michelangelo véletlenül felrobbantja Vern új kocsiját egy rakétával. Amikor a rendőrség észreveszi a robbanást, a teknőcök távozni készülnek, de előtte Michelangelo próbál szerenádozni April-nek a The Turtles "Happy Together" című dalával, testvérei bosszankodása dacára.

## Szereplők
| Színész                               | Szereplő            | Magyar hang     |
| ------------------------------------- | ------------------- | --------------- |
| Megan Fox                             | April O'Neil        | Zsigmond Tamara |
| William Fichtner                      | Eric Sacks          | Csernák János   |
| Tohoru Masamune                       | Zúzó / Oroku Saki   | Csankó Zoltán   |
| Danny Woodburn Tony Shalhoub (hangja) | Szecska mester      | Háda János      |
| Whoopi Goldberg                       | Bernadette Thompson | Martin Márta    |
| Will Arnett                           | Vern Fenwick        | Zámbori Soma    |
| Abby Elliott                          | Taylor              |                 |
| Minae Noji                            | Karai               |                 |

### Teknőcök
| Színész                                   | Karakter     | Magyar hang   |
| ----------------------------------------- | ------------ | ------------- |
| Pete Ploszek és Johnny Knoxville (hangja) | Leonardo     | Szabó Máté    |
| Jeremy Howard                             | Donatello    | Stohl András  |
| Alan Ritchson                             | Raffaello    | Szatory Dávid |
| Noel Fisher                               | Michelangelo | Rajkai Zoltán |